# Номень
Номень (словен. Nomenj) — поселення в общині Бохінь, Горенський регіон, Словенія. Висота над рівнем моря: 497,2 м.